# Роки Балбоа
„Роки Балбоа“ (на английски: Rocky Balboa) е американска спортна драма от 2006 г., с участието на Силвестър Сталоун, който е режисьор и сценарист. Той е продължение на „Роки V“ (1990) и е шестият филм от поредицата „Роки“.

## Филми от поредицата за „Роки“
Поредицата „Роки“ включва 9 филма:
- „Роки“ (1976)
- „Роки II“ (1979)
- „Роки III“ (1982)
- „Роки IV“ (1985)
- „Роки V“ (1990)
- „Роки Балбоа“ (2006)
- „Крийд: Сърце на шампион“ (2015)
- „Крийд 2“ (2018)
- „Крийд 3“ (2023)